# Fernando Vega
Fernando Vega Torres (Arahal, 3 luglio 1984) è un ex calciatore spagnolo, di ruolo difensore.